# یواس‌اس نرمانیا (اس‌پی-۷۵۶)
یواس‌اس نرمانیا (اس‌پی-۷۵۶) (به انگلیسی: USS Normannia (SP-756)) یک کشتی بود که طول آن ۴۲ فوت (۱۳ متر) بود. این کشتی در سال ۱۹۱۲ ساخته شد.